# Pingyao
Pingyao (en chino, 平遥; pinyin, Píng·Yáo) es un condado  bajo la administración directa de la Prefectura Jinzhong en la Provincia de Shanxi, República Popular China.  Su área es de 1253 km² y su población total para 2010 superó los 500 mil habitantes.  La economía de Pingyao es principalmente agrícola y la región es famosa por su ganado vacuno. La lengua local no es el mandarín sino una variedad de chino jin (晋语).
Se encuentra a mitad de camino entre Pekín y Xi'an y a 80 km de la capital de la provincia, Taiyuan. La ciudad se fundó en el siglo XIV y mantiene buena parte de la arquitectura original de las épocas Ming y Qing. El casco antiguo está rodeado por una muralla de 6 km de longitud y 12 m de altura con seis puertas y unas setenta torres de vigilancia.

## Administración
Desde julio de 2020, el  Condado Pingyao se divide en 17 pueblos que se administran en 3 subdistritos,  5 poblados y 9 villas.

## Ciudad vieja de Pingyao
La Ciudad vieja de Pingyao (平遥古城) fue declarada como Patrimonio de la Humanidad por la Unesco en el año 1997, e incluye además de las murallas y la ciudad intramuros, los templos de Zhenguo y Shuanglin, ubicados extramuros.
Un pequeño negocio de tejidos de finales del siglo XVIII prosperó y se expandió por otras ciudades comenzando a emitir cheques y convirtiéndose en un centro de financiación que daría lugar al primero de los bancos chinos (llamados tongs).